# Bandstaartmanakin
De bandstaartmanakin (Pipra fasciicauda) is een zangvogel uit de familie Pipridae (manakins).

## Verspreiding en leefgebied
Deze soort komt voor in centraal Zuid-Amerika en telt vijf ondersoorten:
- P. f. calamae: westelijk-centraal Brazilië.
- P. f. saturata: noordelijk Peru.
- P. f. purusiana: oostelijk Peru en amazonisch westelijk Brazilië.
- P. f. fasciicauda: van zuidoostelijk Peru tot centraal Bolivia.
- P. f. scarlatina: centraal en zuidelijk Brazilië, noordelijk Bolivia en zuidoostelijk Paraguay.

## Status
De grootte van de populatie is niet gekwantificeerd maar de soort wordt omschreven als vrij algemeen. Op de Rode lijst van de IUCN heeft deze soort de status niet bedreigd.